# Hydromedusa tectifera
La tortuga acuática de cuello largo, tortuga de cuello de víbora, tortuga de río (Hydromedusa tectifera) es una especie de tortuga de la familia Chelidae. Esta especie se encuentra en el nordeste de Argentina, sur de Brasil, sur de Paraguay y por todo Uruguay.La especie es conocida por el cuello largo al que se refieren sus nombres comunes. A pesar de las apariencias, esta especie estaría más estrechamente relacionada con la mata mata (Chelus fimbriatus) que con las tortugas de cuello de serpiente australianas, del género Chelodina. H. tectifera es una mascota popular en el comercio de mascotas exóticas.

## Anatomía y morfología

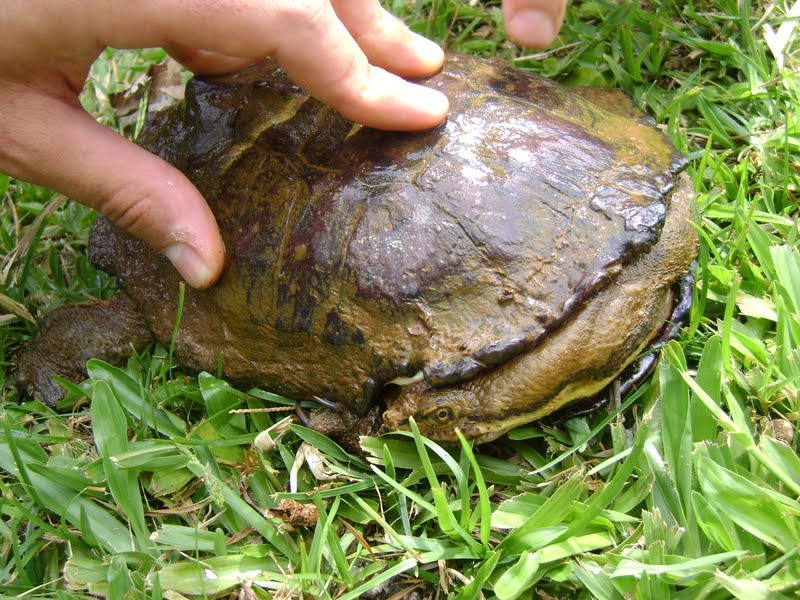
Protegiendose ya que percibe una posible amenaza.

H. tectifera puede alcanzar hasta 28 centímetros de longitud del caparazón. Su caparazón tiene una fuerte quilla, Se la puede distinguir también por marcas negras y amarillentas a lo largo de la cabeza y el cuello. Generalmente, las hembras son más grandes que los machos, que suelen tener colas más grandes. 

## Biología
La tortuga acuática de cuello de serpiente vive en estanques, ríos, arroyos y ciénagas de movimiento de agua lento, preferiblemente con vegetación acuática. En zonas costeras puede ingresar a aguas salobres. Puede hibernar en zonas más frías que las de su distribución. Es carnívora, alimentándose de caracoles, insectos acuáticos, peces y anfibios. Ataca a su presa con una combinación de succión similar a la tortuga mata mata y los movimientos del cuello. El cortejo y apareamiento no se ha observado en esta especie, aunque se sabe que la nidificación ocurre en primavera en las orillas de los ríos. Los huevos miden 34 mm × 22 mm, son blancos y tienen una cáscara quebradiza. Las crías tienen un caparazón recto de aproximadamente 34 mm de largo y un caparazón más arrugado que el de un adulto.